# TVN Style
TVN Style ist ein polnischer Modesender, der besonders Frauen als Konsumentengruppe ansprechen will. Es ist das Gegenteil von TVN Turbo.

## Geschichte
TVN Style startete am 1. August 2004 um 20.00 Uhr. Erstmals war TVN Style frei empfangbar, doch jetzt kann man es nur durch TVmobilna auf DVB-T empfangen. TVN Style zeigt Mode- aber auch Renovierungs- und Gartensendungen. Die meisten den Renovierungs- und Gartensendungen wurden zu HGTV verschoben.